# Buslijn 146 (Amsterdam-Woerden)
Buslijn 146 is een voormalige streekbuslijn uit de regio Amsterdam.

## Geschiedenis

### Lijn 6/16
De eerste lijn 146 werd op 15 mei 1942 ingesteld door de toenmalige vervoerder Maarse & Kroon als lijn 6. Samen met lijn 7 (tegenwoordig Arriva 147) verving de lijn de spoorlijnen tussen Mijdrecht, Wilnis en Uithoorn en tussen Nieuwkoop, Nieuwveen, de Kwakel en Uithoorn. Vanaf Uithoorn werd door lijn 6 en 7 verder gereden over de Bovenkerkerweg naar Amstelveen waar werd gereden via de van der Hooplaan, de Keizer Karelweg en de Amsterdamse- en Amstelveenseweg naar het Haarlemmermeerstation waar voor het centrum kon worden overgestapt op andere M&K lijnen of het GVB. Een deel van de ritten reed vanuit Uithoorn verder naar Wilnis en Breukelen. Een ander deel van de ritten reed echter langs de Amstel via Nes aan de Amstel en Ouderkerk aan de Amstel naar de Berlagebrug in Amsterdam en het Amstelstation en kregen later het lijnnummer 10. 
Als versterkingslijn voor lijn 6 en 7 werd in mei 1970 een nieuwe lijn 8 ingesteld die het snel groeiende Uithoorn verbond met het inmiddels 10 jaar oude winkelcentrum Plein 1960 en het Haarlemmermeerstation. Er werd gezamenlijk met lijn 8 om het kwartier gereden waarbij lijn 6 en 7 via het westelijke gedeelte van Uithoorn bleven rijden en lijn 8 echter de oostelijke nieuwbouwwijken ging bedienen.
Op 17 oktober 1971 werden de lijnen 1/11, 6, 7, 8 en 9 opengesteld voor stadsvervoer in Amsterdam omdat GVB bus 29 werd opgeheven en vervangen door M&K-lijnen die toegankelijk waren met GVB-plaatsbewijzen. Dit betrof alleen het traject tussen de Kalfjeslaan en het Haarlemmermeerstation. Pas na de invoering van de eerste fase van Lijnen voor morgen in 1971 was dit ook toegestaan op het verdere traject naar het Centraalstation.
In juni 1973 fuseerde M&K met de NBM tot Centraal Nederland. Lijn 6 kreeg overdag van maandag tot zaterdag versterking van lijn 16 op het traject Amsterdam-Wilnis. Lijn 16 reed in de spits elke twintig minuten en daarbuiten een uurdienst.
Op 17 oktober 1976 kwamen de zaterdagritten tijdelijk te vervallen; een jaar later ging lijn 16 drie keer op deze dag rijden.

### Lijn 146
In 1980 begon CN systematisch de lijnnummers te verhogen om doublures binnen Amsterdam te voorkomen. De ex MK-lijnen kwamen op 31 mei 1981 aan de beurt. De 100-nummers waren al in gebruik en dus werd lijn 6/16 gezamenlijk tot 146 vernummerd. Hierdoor ontstond er in de spits een kwartier- tot halfuurdienst; 's avonds en in de weekeinden bleef de lijn een uurdienst rijden. Vanaf 23 mei 1982 werd er in de middagspits ieder half uur gereden.
Op 1 juni 1986 werd de westtak van de Schiphollijn geopend; lijn 146 en 147 werden doorgetrokken naar station Lelylaan. Lijn 146 werd 's avonds en in de weekeinden ingekort tot Uithoorn-Woerden; lijn 147 ging vaker rijden van Uithoorn naar Amsterdam. In de spits (drie ritten) en op zaterdag (vier ritten) werd vanaf Wilnis doorgereden naar Loenersloot; dit ter vervanging van lijn 141. Ingaande de zomerdienst 1988 nam lijn 128 dit traject over; lijn 146 ging in de middagspits een halfuurdienst rijden en werd op zaterdag ingekort tot Amsterdam-Uithoorn en Wilnis-Woerden. Een jaar later ging lijn 146 op zondag om het uur rijden.
Lijn 146 werd op 23 mei 1993 enerzijds ingekort tot station Zuid WTC en anderzijds buiten de spits tot Uithoorn. De lijn reed alleen nog overdag en op zondag slechts drie keer.
In mei 1994 werd CN opgeheven en verdeeld (feitelijk teruggesplitst) tussen NZH en Midnet; de lijnen in het westelijk vervoergebied waren voortaan NZH-lijnen, lijn 146 kwam echter te vervallen. 